# IC 4963
IC 4963 је спирална галаксија у сазвјежђу Телескоп која се налази на листи објеката дубоког неба у Индекс каталогу.
Деклинација објекта је - 55° 14' 44" а ректасцензија 20h 12m 5,5s. Привидна величина (магнитуда) објекта IC 4963 износи 13,4 а фотографска магнитуда 14,3. IC 4963 је још познат и под ознакама ESO 186-10, IRAS 20081-5523, PGC 64255.